# Афанасіївська церква (Берестя)
Аркадіївська Свято-Афанасіївська церква — пам'ятник дерев'яної архітектури з рисами ретроспективно-російського стилю в колишньому селі Аркадія (нині в складі міста Берестя).

## Історія
Церква побудована в кінці 19 — початку 20 століття на місці загибелі преподобного великомученика Афанасія Берестейського, який прийняв мученицьку смерть за віру в 1648 році. Молитовний зал церкви хрещатий, притвор витягнутий. Позолочені маківки над центральною частиною церкви, крилами, апсидою і притвором утворюють 5-куполля. Головний фасад завершений трикутним фронтоном, в центрі якого розміщена ікона Афанасія Берестейського.